# Моршвіль
Моршвіль (нім. Mörschwil) — громада  в Швейцарії в кантоні Санкт-Галлен, виборчий округ Роршах.

## Географія
Громада розташована на відстані близько 160 км на схід від Берна, 6 км на північний схід від Санкт-Галлена.
Моршвіль має площу 9,8 км², з яких на 19,7% дозволяється будівництво (житлове та будівництво доріг), 57,5% використовуються в сільськогосподарських цілях, 21,6% зайнято лісами, 1,2% не є продуктивними (річки, льодовики або гори).

## Демографія
2019 року в громаді мешкало 3658 осіб (+4,3% порівняно з 2010 роком), іноземців було 8,6%. Густота населення становила 372 осіб/км².
За віковим діапазоном населення розподілялося таким чином: 21,7% — особи молодші 20 років, 59,4% — особи у віці 20—64 років, 18,9% — особи у віці 65 років та старші. Було 1461 помешкань (у середньому 2,5 особи в помешканні).
Із загальної кількості 1094 працюючих 99 було зайнятих в первинному секторі, 328 — в обробній промисловості, 667 — в галузі послуг.